# World Athletics Relays 2021 - Staffetta 4×100 metri maschile
Alle World Athletics Relays, la staffetta 4×100 metri maschile si è svolta tra il 1º e il 2 maggio presso lo Stadio della Slesia di Chorzów, in Polonia.

## Risultati

### Batterie
Le batterie si sono svolte il 1º maggio a partire dalle ore 20:39. Si qualificano alla finale le prime due squadre di ogni batteria (Q) e gli ulteriori due migliori tempi (q).

#### Batteria 1
La prima batteria si è corsa alle ore 20:39.
| Posizione | Corsia | Paese       | Atleti                                                                     | Tempo | Note                                     |
| --------- | ------ | ----------- | -------------------------------------------------------------------------- | ----- | ---------------------------------------- |
| 1         | 5      | Paesi Bassi | Joris van Gool Taymir Burnet Chris Garia Churandy Martina                  | 38"79 | Q                                        |
| 2         | 7      | Ghana       | Sean Safo-Antwi Benjamin Azamati-Kwaku Joseph Oduro Manu Joseph Paul Amoah | 38"79 | Q                                        |
| 3         | 8      | Ucraina     | Erik Kostrytsya Emіl Ibrahimov Stanislav Kovalenko Serhiy Smelyk           | 39"06 | Miglior prestazione personale stagionale |
| 4         | 6      | Spagna      | José Gonzalez Pol Retamal Jesús Gómez Sergio López                         | 39"30 | Miglior prestazione personale stagionale |
| 5         | 3      | Turchia     | Emre Zafer Barnes Jak Ali Harvey Ertan Özkan Ramil Guliyev                 | 39"59 | Miglior prestazione personale stagionale |
| -         | 4      | Rep. Ceca   | Zdeněk Stromšík Jiří Polák Jan Jirka Jan Veleba                            | dnf   |                                          |

#### Batteria 2
La seconda batteria si è corsa alle ore 20:48.
| Posizione | Corsia | Paese     | Atleti                                                                             | Tempo | Note                                     |
| --------- | ------ | --------- | ---------------------------------------------------------------------------------- | ----- | ---------------------------------------- |
| 1         | 7      | Brasile   | Rodrigo do Nascimento Felipe Bardi dos Santos Derick Silva Paulo André de Oliveira | 38"45 | Q                                        |
| 2         | 3      | Germania  | Julian Reus Joshua Hartmann Deniz Almas Marvin Schulte                             | 38"70 | Q                                        |
| 3         | 8      | Giappone  | Ryūichiro Sakai Ryōta Suzuki Daisuke Miyamoto Hiroki Yanagita                      | 38"98 | q                                        |
| 4         | 6      | Danimarca | Simon Hansen Tazana Kamanga-Dyrbak Kojo Musah Frederik Schou-Nielsen               | 39"06 | q                                        |
| 5         | 5      | Polonia   | Mateusz Siuda Dominik Kopeć Adrian Brzeziński Przemysław Słowikowski               | 39"34 | Miglior prestazione personale stagionale |
| 6         | 4      | Zimbabwe  | Dickson Kamungeremu Makanakaishe Charamba Rodwell Leroy Ndlovu Ngoni Makusha       | 40"54 |                                          |

#### Batteria 3
La terza batteria si è corsa alle ore 20:57.
| Posizione | Corsia | Paese       | Atleti                                                                    | Tempo | Note                                     |
| --------- | ------ | ----------- | ------------------------------------------------------------------------- | ----- | ---------------------------------------- |
| 1         | 3      | Italia      | Fausto Desalu Marcell Jacobs Davide Manenti Filippo Tortu                 | 38"45 | Q                                        |
| dq 2      | 7      | Sudafrica   | Thando Dlodlo Tlotliso Gift Leotlela Clarence Munyai Akani Simbine        | 38"49 | dq Q SB                                  |
| 3         | 8      | Francia     | Amaury Golitin Marvin René Méba-Mickaël Zeze Mouhamadou Fall              | 39"08 | Miglior prestazione personale stagionale |
| 4         | 5      | Botswana    | Thapelo Monaiwa Letsile Tebogo Karabo Mothibi Thuto Masasa                | 39"55 | Miglior prestazione personale stagionale |
| 5         | 4      | Bielorussia | Dzianis Bliznets Stanislau Darahakupets Siarhei Pustabayeu Yury Zabalotny | 40"01 | Miglior prestazione personale stagionale |
| -         | 6      | Portogallo  | André Prazeres Diogo Antunes Frederico Curvelo Delvis Santos              | dq    |                                          |

### Finale
La finale si è disputata a partire dalle ore 19:35 del 2 maggio, con temperatura insolita di 7 °C.
| Pos. | Corsia | Paese       | Atleti                                                                             | Tempo    | Note |
| ---- | ------ | ----------- | ---------------------------------------------------------------------------------- | -------- | ---- |
| 1    | 5      | Italia      | Fausto Desalu Marcell Jacobs Davide Manenti Filippo Tortu                          | 39"21    |      |
| 2    | 3      | Giappone    | Ryūichiro Sakai Ryōta Suzuki Daisuke Miyamoto Hiroki Yanagita                      | 39"42    |      |
| 3    | 2      | Danimarca   | Simon Hansen Tazana Kamanga-Dyrbak Kojo Musah Frederik Schou-Nielsen               | 39"56    |      |
| -    | 7      | Germania    | Michael Pohl Joshua Hartmann Roy Schmidt Marvin Schulte                            | dnf      |      |
| -    | 9      | Paesi Bassi | Joris van Gool Taymir Burnet Hensley Paulina Chris Garia                           | dnf      |      |
| -    | 6      | Brasile     | Rodrigo do Nascimento Felipe Bardi dos Santos Derick Silva Paulo André de Oliveira | dq       |      |
| -    | 8      | Ghana       | Sean Safo-Antwi Benjamin Azamati-Kwaku Joseph Oduro Manu Joseph Amoah              | dq       |      |
| dq 1 | 4      | Sudafrica   | Thando Dlodlo Tlotliso Leotlela Clarence Munyai Akani Simbine                      | dq 38"71 |      |